# Diamond Head (Hawai)
Diamond Head (en català: Cap de Diamant) és el nom d'un con de toba, situat a la costa a l'est de Waikīkī (Honolulu), a l'illa hawaiana de Oahu, que els hawaians coneixen com a Lēʻahi, perquè la forma del cim de la carena s'assembla a la de l'aleta dorsal de la tonyina (fotografia de la dreta). El nom en anglès l'hi van posar els mariners britànics durant el segle xix, que van confondre els cristalls de calcita incrustats en la roca amb diamants.

## Característiques
Diamond Head, igual que les altres restes volcàniques de Honolulu, és molt més jove que la massa principal de la Serra de Koolau (Koʻolau Mountain Range, en anglès). Mentre que la serra de Koʻolau té una antiguitat de 2,6 milions d'anys, es calcula que Diamond Head té aproximadament 200.000 anys.
El Diamond Head que té la categoria de monument estatal dels Estats Units, és tot un símbol de les Illes Hawaii reconegut a tot el món, per la qual cosa no és d'estranyar que el nom de Diamond Head s'exploti amb finalitats comercials. (vegeu Diamond Head (pel·lícula) i Diamond Head (grup musical). Molts records i logotips de botigues de surf de tot el món porten la peculiar silueta del volcà. La seva proximitat als complexos hotelers i a les platges de la ciutat fan d'aquest lloc una destinació popular pels turistes.

## Història
L'interior i les zones exteriors adjacents van ser la llar de Fort Ruger, la primera reserva militar dels Estats Units a Hawaii. Només la Bateria 407, un centre d'operacions d'emergència de la Guàrdia Nacional i el Túnel Birkhimer, la Seu de Defensa Civil de l'Estat de Hawaii (HI-EMA), continuen utilitzant-se en el cràter. Un centre de control de trànsit aeri de la FAA va estar en funcionament entre 1963 i 2001.

## Geologia
El Diamond Head forma part d'un complex de cons, respiradors i fluxos de lava de les erupcions, conjunt conegut pels geòlegs com Honolulu Volcanic Series, es tracta d'erupcions del Volcà Koʻolau que van succeir molt després que es formés el volcà i es tornés inactiu. La "Honolulu Volcanic Series" consta d'un conjunt d'erupcions volcàniques que van crear molts dels llocs més coneguts de Oahu apart de Diamond Head., com el Cràter Punchbowl, la Badia de Hanauma, Koko Head i Illa Manana.
Alguns científics consideren que l'erupció que va donar origen a Diamond Head va ser probablement de curta durada, de pocs dies. Probablement va ser potent, ja que, atès es creu que el nivell del mar era més alt quan es va formar inicialment el con, i que l'erupció va sortir per l'obertura fins a arribar a un escull de coral. Un altre factor que potser contribuís a la naturalesa explosiva de l'erupció va ser que el magma en sortir hauria entrat en contacte amb el nivell freàtic. La relativa brevetat de l'erupció explicaria la simetria del con avui dia.
Una altra erupció propera que es va produir aproximadament en la mateixa època (o pot ser després) que la de Diamond Head va ser la que va crear l'escut volcànic de Black Point. Els geòlegs no creuen que el volcà que va originar Diamond Head torni a entrar en erupció, atès que la classe d'erupció que el va crear sol ser mono-genètica.

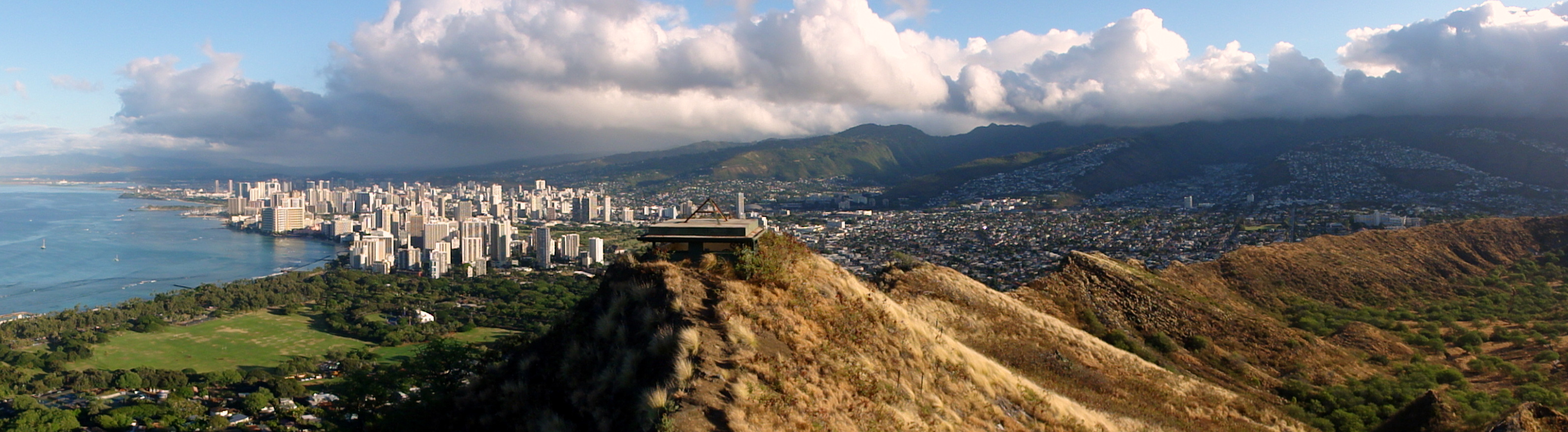
Vista des de la vora del Diamond Head, que mostra el barri de Waikīkī (a l'esquerra), el con (a la dreta) i la carena del pic (al mig)

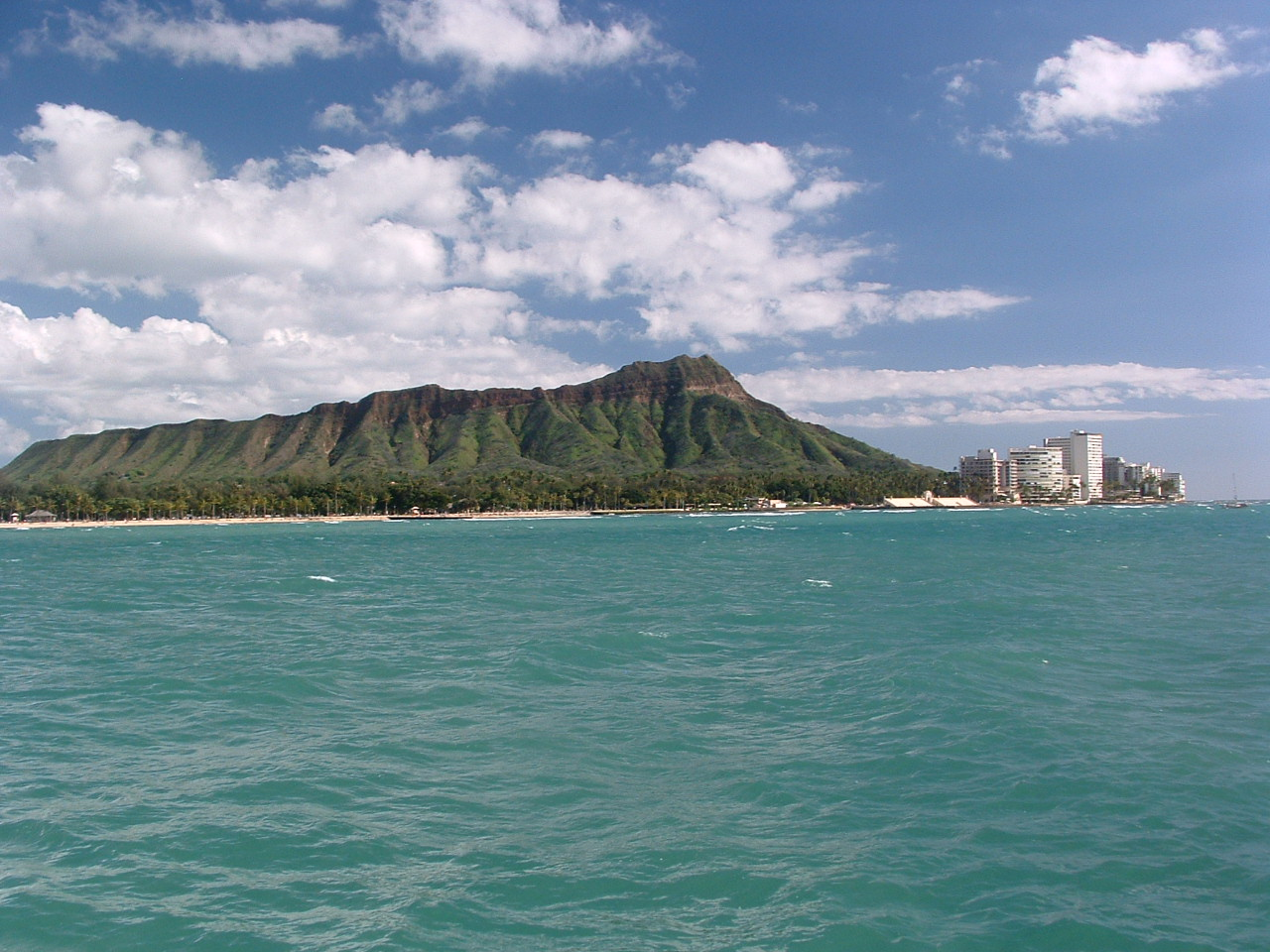
Con de Diamond Head vist des de la costa propera a Waikīkī.

## Monsarrat Avenue
Seguint el llarg de la Monsarrat Avenue (batejada així en honor de conseller reial James Melville Monsarrat), avinguda que parteix pel mig l'important Kapiolani Regional Park, fent el recorregut, tant a peu com amb qualsevol tipus de vehicle, es converteix en la carretera anomenada "Diamond Head Road", recorregut típic, seguit tant pels vilatans com pels turistes de Waikiki, per accedir a la base del "con volcànic Diamond Head" (o simplement Diamond Head).
Al final un altre petit recorregut, que aquí és obligat a fer-lo a peu, porta fins a la vora del cràter, des d'on es té una vista privilegiada i detallada de la ciutat, de Waikiki i de l'Oceà Pacífic.